# 미국 수정 헌법 제22조
미국 수정 헌법 제22조는 한 사람이 2번 넘게 미국 대통령직에 선출될 수 없도록 제한한 미국 헌법의 수정 조항이다. 또한 동 조항에 의하여 타인의 대통령직을 2년 이상 대행한 사람은 1번 넘게 선출될 수 없다. 미국 대통령의 임기 제한은 오랜 논쟁거리였으나 프랭클린 D. 루스벨트가 유례없는 대통령 4선을 지낸 후 반향으로 마침내 이 수정안이 제안되었다. 1947년 3월 21일 의회에서 승인되고 1951년 2월 27일 4분의 3 이상의 주가 비준하여 발효되었다.

## 전문
제1절. 누구도 2번 넘게 대통령직에 선출될 수 없으며, 누구라도 타인이 대통령으로 당선된 임기 중 2년 넘게 대통령직에 있었거나, 대통령 직무를 대행한 자는 1번 넘게 대통령직에 당선될 수 없다. 다만, 본 조는 연방의회가 이를 발의하였을 때에 대통령직에 있는 자에게는 적용되지 아니하며, 또 본조가 효력을 발생하게 될 때에 대통령직에 있거나 대통령직무를 대행하고 있는 자가 잔여임기 중 대통령직에 있거나 대통령 직무를 대행하는 것을 방해하지 아니한다.
제2절. 본 조는 연방의회가 각 주에 회부한 날로부터 7년 이내에 각 주의 4분의 3의 주의회에 의하여 헌법수정조항으로서 비준되지 아니하면 효력을 발생하지 아니한다.
Section 1. No person shall be elected to the office of the President more than twice, and no person who has held the office of President, or acted as President, for more than two years of a term to which some other person was elected President shall be elected to the office of the President more than once. But this Article shall not apply to any person holding the office of President when this Article was proposed by the Congress, and shall not prevent any person who may be holding the office of President, or acting as President, during the term within which this Article becomes operative from holding the office of President or acting as President during the remainder of such term.
Section 2. This Article shall be inoperative unless it shall have been ratified as an amendment to the Constitution by the legislatures of three-fourths of the several states within seven years from the date of its submission to the states by the Congress.